# Железово (Ведное сельское поселение)
Железово — деревня в Рамешковском районе Тверской области.

## География
Находится в восточной части Тверской области на расстоянии приблизительно 19 км на юго-восток по прямой от районного центра поселка Рамешки.

## История
Известна с 1709 года как владение Вознесенского (Новодевичьего) монастыря. В 1797 году в данной местности появились карелы, поступившие в крепостные владения Голенищевых-Кутузовых. В середине XIX деревня находились во владении помещицы полковницы Софьи Карповны Рой. В 1887 году имелось 25 дворов, в 1989 — 5 домов местных жителей и 4 принадлежали дачникам и наследникам, в 2001 — 2 дома местных жителей и 4 дома — собственность наследников и дачников. В советское время работали колхозы «Маяк», им. Шверника и им. Калинина. До 2021 входила в сельское поселение Ведное Рамешковского района до их упразднения.

## Население
Численность населения: 98 человек (1859 год), 150, все карелы (1887), 10 (1989), 1 (карелы 100 %) в 2002 году, 13 в 2010.